# VV Gemert
Voetbalvereniging Gemert é um clube holandês de futebol de Gemert, no município de Gemert-Bakel, Brabante do Norte, na Holanda. 
Foi fundado em 15 de outubro de 1912 e tem disputado exclusivamente campeonatos a nível amador em toda a sua história. A equipe fazia parte da liga Hoofdklasse na temporada 2009-10, em que foram coroados campeões do grupo B de domingo. 
Eles serão uma das equipes a participar na primeira temporada da recém-criada liga Topklasse em 2010-11.

## Elenco
Temporada 2010–11

Nota: Bandeiras indicam equipe nacional, conforme definido pelas regras de elegibilidade da FIFA. Os jogadores podem ter mais de uma nacionalidade não-FIFA.
| N.º |               | Posição | Jogador                  |
| --- | ------------- | ------- | ------------------------ |
|     | Países Baixos | G       | Sven van Ommeren         |
|     | Países Baixos | G       | Rob van de Crommenacker  |
|     | Países Baixos | G       | Tijmen Brouwer           |
|     | Países Baixos | D       | Mark van Dijk            |
|     | Países Baixos | D       | Jorg Hazenveld           |
|     | Países Baixos | D       | Tomas Hendriks           |
|     | Países Baixos | D       | René Paardekooper        |
|     | Países Baixos | D       | Jan Willem van de Putten |
|     | Países Baixos | D       | Pim van Zutven           |
|     | Países Baixos | M       | Bart van Berlo           |
|     | Países Baixos | M       | Erik van Dijk            |

| N.º |               | Posição | Jogador              |
| --- | ------------- | ------- | -------------------- |
|     | Países Baixos | M       | Irfan Gadzo          |
|     | Países Baixos | M       | Robbert van Lankveld |
|     | Países Baixos | M       | Jens Leyten          |
|     | Países Baixos | M       | Jan Roosjen          |
|     | Países Baixos | A       | Bjorn Becker         |
|     | Países Baixos | A       | Admir Haznadar       |
|     | Países Baixos | A       | Ronald van Herpen    |
|     | Países Baixos | A       | Noël Jansen          |
|     | Países Baixos | A       | Bas van der Reijken  |
|     | Países Baixos | A       | Jeff Rijksen         |